# Willem François Boreel

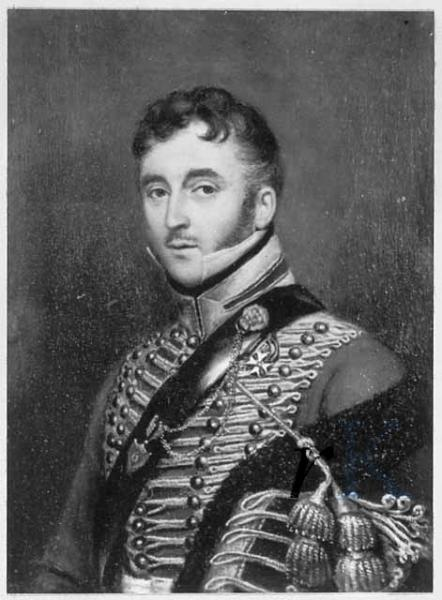
Willem Francois Boreel, oprichter van het Regiment Huzaren van Boreel

Willem François Boreel, ook Willem Frans genoemd (Amsterdam, 3 september 1774 – Friedrichshafen, 21 mei 1851) was een Nederlandse militair. Hij speelde een belangrijke rol bij de oprichting van de Cavalerie van het Koninkrijk der Nederlanden.

## Levensloop
Willem François Boreel werd geboren als zoon van Willem Boreel en Maria Trip. Hij nam op 16 mei 1787, twaalf jaar oud, dienst bij het Staatse leger en werd ingedeeld bij het "Hollandse Regiment Gardes te Voet". In 1791 ging hij over naar het "Regiment Gardes Dragonders" en in 1794 werd hij bevorderd tot luitenant. Na de Franse machtsovername in de Nederlanden in 1795 nam hij ontslag.
In 1813 nam hij weer dienst bij de Nederlandse strijdkrachten en werd aangesteld in de rang van luitenant-kolonel. Op 25 november 1813 kreeg hij van koning Willem I de opdracht om een regiment huzaren op te richten.
In 1814 heette het regiment eerst het '1ste Regiment Huzaren' en bestond deels uit militairen die voor de Bataafse Republiek, voor de Republiek der Verenigde Nederlanden of het Koninkrijk Holland hadden gediend. In april 1814 werden al twee eskadrons ingezet om Holland te bevrijden.

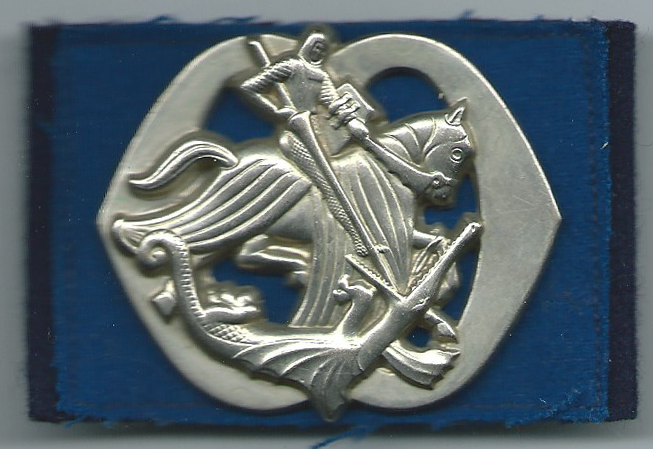
Baretembleem van het Regiment Huzaren van Boreel

Het regiment kreeg de naam '6e Regiment Huzaren' nadat de Noordelijke en Zuidelijke Nederlanden verenigd waren, april 1815, en nam onder Boreel's leiding op 16 juni 1815 deel aan de Slag bij Quatre-Bras. Na het sneuvelen van de commandant van de brigade waar zijn regiment was ingedeeld, generaal-majoor Jean-Baptiste van Merlen, nam hij het bevel van de brigade op zich en nam in die functie deel aan de Slag bij Waterloo.
Voor zijn optreden tijdens de slagen bij Quatre-Bras en Waterloo werd hij op 8 juli 1815 onderscheiden, hij werd ridder 3e Klasse in de Militaire Willems-Orde, die in april van dat jaar was ingesteld. In 1821 werd hij in de adelstand verheven. In 1820 werd hij tot kolonel bevorderd. Dit werd in 1826 gevolgd door een bevordering tot generaal-majoor en werd hij benoemd tot inspecteur der Lichte Cavalerie. In 1830 nam hij deel aan de Tiendaagse Veldtocht. Boreel diende een aantal jaren als commandant van de brigade lichte cavalerie. In 1839 werd hij opperbevelhebber der Cavalerie. Op 5 november 1840 ging hij met pensioen. Hierna was hij 1841 tot 1844 opperstalmeester van koning Willem II en vervolgens van 1844 tot 1849 grootmeester aan diens hof.
Boreel werd ook diverse malen onderscheiden in de Orde van de Nederlandse Leeuw. In 1831 werd hij ridder en datzelfde jaar nog commandeur in deze orde, in 1849 werd hij ten slotte bevorderd tot ridder Grootkruis.
Boreel stierf op 21 mei 1851 onverwachts in het Duitse Friedrichshafen, terwijl hij met Koningin Sophie op reis was naar Zwitserland. Het 43 Brigade Verkenningseskadron van 43 Gemechaniseerde Brigade, 42 Brigade Verkenningseskadron van de 13e Lichte Brigade, 11 Brigade Verkenningseskadron van de 11e Luchtmobiele Brigade, en 104 Verkenningseskadron Joint ISTAR Command van de Koninklijke Landmacht zetten de tradities voort van het Regiment Huzaren van Boreel. De naar hem genoemde Boreelkazerne in Deventer is sinds begin eenentwintigste eeuw onderdeel van een winkel- en uitgaanscomplex genaamd De Boreel.

## Persoonlijk
Boreel trouwde in 1803 met zijn nicht Catharina Anna Fagel (1772-1825), dochter van Frans Fagel en Anna Maria Boreel. Hij erfde het landgoed Beeckestijn in Velsen-Zuid, dat hij als laatste uit de familie Boreel bewoonde. Na zijn overlijden werd het landgoed, dat tot 1952 familiebezit bleef, verhuurd. 